# Нумуліти
Нумуліти (лат. Nummulites, від лат. nummulus — монетка) — рід форамініфер, одноклітинних морських організмів із вапнистою черепашкою. Одні з найбільших форамініфер. За найпоширенішими уявленнями, вимерли в кінці раннього олігоцену, біля 31-29 млн років тому, але деякі автори відносять до цього роду й деякі сучасні види. Часто є породоутворюючими скам'янілостями.

## Опис
Черепашка секреційна, монетоподібна, спірально-площинна, звичайна інволютна, стиснена по осі навивання, рідше циклічна. Середній діаметр — 3-5 см. Максимального розміру сягали еоценові представники: 16 см (у лютецького N. millecaput) і навіть 19 см. За даними 2002 року, останні є найбільшими відомими черепашками форамініфер (не рахуючи аглютинованих і дуже пухких черепашок Xenophyophorea).

## Класифікація
Назва Nummulites Lamarck, 1801 є молодшим синонімом назви Camerina Bruguiere, 1792, але через велику поширеність її та похідних від неї термінів Міжнародна комісія з зоологічної номенклатури оголосила її збереженою назвою (nomen conservandum).
Упродовж двох століть до цього роду включали багато видів, у тому числі малоспоріднених. У різних авторів його обсяг сильно відрізняється. Іноді до нього відносять і сучасні форми, наприклад, N. venosus (інші автори зараховують його до роду Operculinella під назвою O. venosa).

## Екологія
Перша поява нумулітів відмічається у пізньомаастрихтських карбонатних відкладах. Розквіт припав на еоцен, де вони інтенсивно розмножувались у теплих мілководних епіконтинентальних морях. Вели малорухомий бентосний образ життя серед водоростей на органогенно-детритовому і піщаному дні мілкого моря з нормальною солоністю води.